# Sphegipterosema ferale
Sphegipterosema ferale är en stekelart som beskrevs av Girault 1913. Sphegipterosema ferale ingår i släktet Sphegipterosema och familjen puppglanssteklar. Inga underarter finns listade i Catalogue of Life.